# Fowler (Colorado)
Fowler es un pueblo ubicado en el condado de Otero en el estado estadounidense de Colorado. En el Censo de 2010 tenía una población de 1.182 habitantes y una densidad poblacional de 870,94 personas por km².

## Geografía
Fowler se encuentra ubicado en las coordenadas 38°7′47″N 104°1′32″O / 38.12972, -104.02556. Según la Oficina del Censo de los Estados Unidos, Fowler tiene una superficie total de 1.36 km², de la cual 1.36 km² corresponden a tierra firme y (0%) 0 km² es agua.

## Demografía
Según el censo de 2010, había 1.182 personas residiendo en Fowler. La densidad de población era de 870,94 hab./km². De los 1.182 habitantes, Fowler estaba compuesto por el 90.52% blancos, el 0% eran afroamericanos, el 0.25% eran amerindios, el 0.34% eran asiáticos, el 0% eran isleños del Pacífico, el 6.68% eran de otras razas y el 2.2% pertenecían a dos o más razas. Del total de la población el 18.27% eran hispanos o latinos de cualquier raza.